# Kalix kommun
Kalix kommun är en kommun i Norrbottens län i landskapet Norrbotten i Sverige. Centralort är Kalix.
Belägen vid Bottenviken består kommunen till största delen av moränmark, som i vissa områden är storblockig. Moränen är bevuxen med skog även om denna dock bitvis är  kraftigt avverkad. Tidigare dominerades det lokala näringslivet av skogs- och sågverksindustrin men ett skifte har skett mot en utveckling av elektronik- och verkstadsindustri samt tjänsteföretag inom telekommunikation. 
Befolkningstrenden var positiv fram till början av 1980-talet, men därefter har trenden varit negativ. Kommunen har en lång tradition av röda styren, efter valen på 2010-talet har dock de röda partierna styrt i koalition med Miljöpartiet.

## Administrativ historik
Kommunens område motsvarar Nederkalix socken där Nederkalix landskommun  bildades vid kommunreformen 1862.  
Kalix municipalsamhälle inrättades 8 april 1910 och upplöstes 31 december 1962. Töre landskommun bildades 1924 som en utbrytning.
Kommunreformen 1952 påverkade inte indelningarna i området, då varken Västerbottens eller Norrbottens län berördes av reformen.
1967 bildade Töre och Nederkalix landskommuner Kalix landskommun. Kalix kommun bildades vid kommunreformen 1971 genom en ombildning av landskommunen.
Kommunen ingår sedan bildandet i Haparanda domsaga.
Kommunen ingår sedan 2011 i Förvaltningsområdet för finska och för meänkieli, kommunnamnet är Kaihnuun kunta på meänkieli.

## Geografi

### Topografi och hydrografi

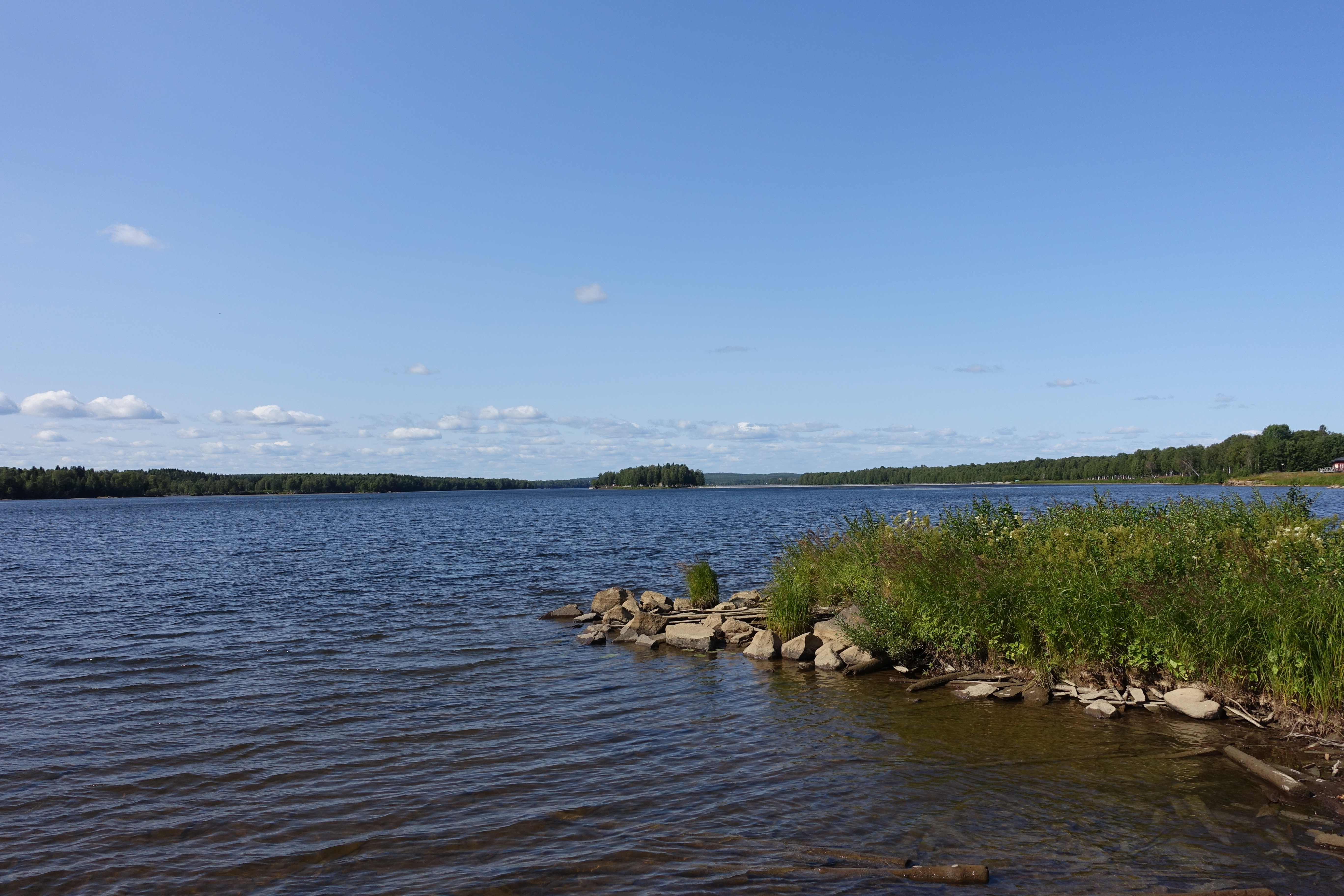
Kalixälven sedd från Kalix.

Belägen vid Bottenviken består kommunen tillstörsta delen av moränmark, som i vissa områden är storblockig och bevuxen med skog, även denna bitvis är kraftigt avverkad. I de områden som svallats av vågorna I samband med landhöjningen är blockigheten särskilt tydlig. Stentorg, klapperstensfält, har bildats på flera håll, exempelvis längs Raggdynan väster om Kalixälven. Dalgångarna nedströms är fyllda av uppodlade vattenavsatta, finkorniga sediment, längs vissa delar finns branta nipor. I nordväst–sydöstlig riktning löper två åsstråk genom kommunen. Det sydvästra stråket  visar en del utsvämmade hedområden, så som Bruksheden vid Sangisfjärden och Vitheden nordväst om centralorten.

### Naturskydd
År 2022 fanns 27 naturreservat i Kalix kommun. Exempel på naturreservat är Kalix yttre skärgård, vilket utgörs av 21 öar i just den yttre skärgården. Reservatet är även klassat som Natura 2000-område. Liksom Kalix yttre skärgård utgörs reservatet Likskär av öar i skärgården, 25 stycken varav den största ön är Getskär-Renskär. Även detta är klassat som Natura 2000-område. Malörens naturreservat ligger längst ut skärgården.

### Administrativ indelning
Fram till 2016 var kommunen för befolkningsrapportering indelad i Nederkalix församling och Töre församling.

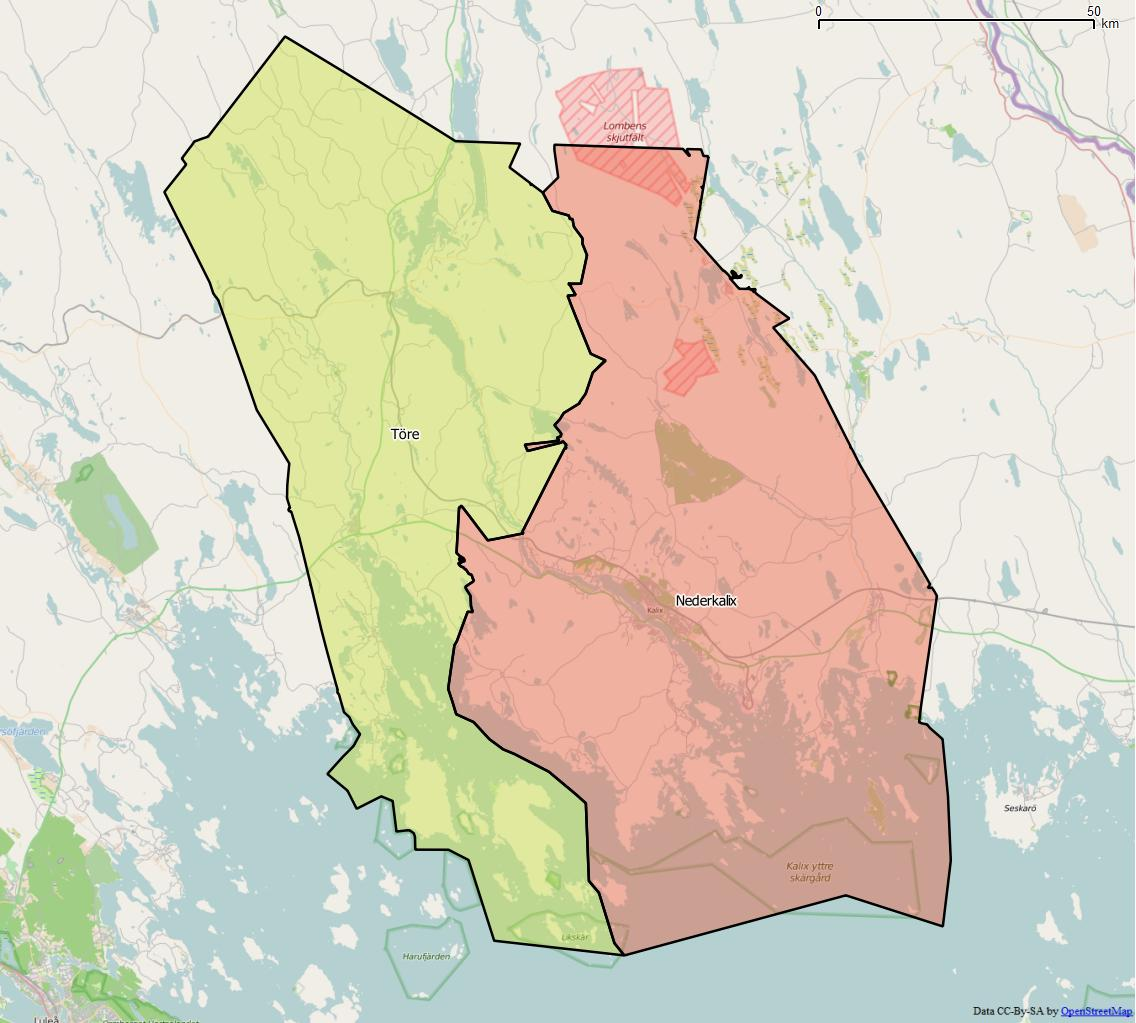
Distrikt inom Kalix kommun.

Från 2016 indelas kommunen istället i två distrikt – Nederkalix och Töre.

### Tätorter
Det finns nio tätorter i Kalix kommun:
| Nr | Tätort       | Folkmängd |
| -- | ------------ | --------- |
| 1  | Kalix        | 7 495     |
| 2  | Töre         | 1 051     |
| 3  | Nyborg       | 823       |
| 4  | Risögrund    | 594       |
| 5  | Sangis       | 543       |
| 6  | Bredviken    | 373       |
| 7  | Båtskärsnäs  | 227       |
| 8  | Gammelgården | 281       |
| 9  | Påläng       | 224       |

Centralorten är i fet stil.

## Styre och politik

### Styre
Socialdemokraterna hade egen majoritet i valen 1970 till 1994 samt i valet 2006. 
| År        | Partier | Partier | Partier | Partier | Partier | Partier | Partier |
| --------- | ------- | ------- | ------- | ------- | ------- | ------- | ------- |
| 1995-1998 | S       |         |         |         |         |         |         |
| 1999-2002 | V       | MP      | C       | M       | KXP     | FP      | KD      |
| 2000-2002 | V       | MP      | C       | M       | FP      | KD      |         |
| 2003-2006 | MP      | C       | V       | FP      | KD      |         |         |
| 2007-2010 | S       |         |         |         |         |         |         |
| 2010-2014 | S       | MP      | V       |         |         |         |         |
| 2014-2018 | S       | MP      | V       |         |         |         |         |
| 2018-2022 | S       | V       | MP      |         |         |         |         |
| 2022-     | S       | C       | MP      |         |         |         |         |

### Kommunfullmäktige

#### Presidium
| Presidium 2022-2026    | Presidium 2022-2026 | Presidium 2022-2026 |
| ---------------------- | ------------------- | ------------------- |
| Ordförande             | S                   | Magnus Mörtling     |
| Förste vice ordförande | S                   | Maud Lundbäck       |
| Andre vice ordförande  | M                   | Linus Häggström     |

Källa:

#### Mandatfördelning 1970–2022
Största parti i samtliga val utom valet 2002 har varit Socialdemokraterna. Största parti i valet 2002 blev Miljöpartiet. Det näst största partiet i valen till kommunfullmäktige var Centerpartiet i valen 1970-1994, Vänsterpartiet i valet 1998, Socialdemokraterna i valet 2002, Miljöpartiet i valet 2006 och 2010 och Moderaterna i valet 2014. Samtliga av riksdagspartierna har haft representation i fullmäktige, men sedan kommunvalet 2010 är Kristdemokraterna det enda riksdagspartiet utan mandat i kommunfullmäktige.

Sedan år 2022 minskades antalet ledamöter ned till 37 personer. 
| 4 | 25 | 7 | 2 | 3 |

| 38 |

| 4 | 25 | 7 | 2 | 3 |

| 37 |

| 3 | 26 | 7 | 2 | 3 |

| 36 |

| 2 | 26 |  | 6 | 2 |  | 3 |

| 33 | 8 |

| 2 | 27 |  | 5 |  |  | 4 |

| 33 | 8 |

| 2 | 26 |  |  | 4 | 3 | 4 |

| 32 | 9 |

| 2 | 27 | 2 | 4 | 3 | 3 |

| 31 | 10 |

| 3 | 25 |  | 4 | 3 |  | 4 |

| 31 | 10 |

| 4 | 26 | 2 | 4 | 2 | 3 |

| 25 | 16 |

| 6 | 18 | 5 | 3 | 3 | 2 |  | 3 |

| 26 | 15 |

| 2 | 14 | 17 |  | 3 |  |  | 2 |

| 25 | 16 |

| 2 | 24 | 4 |  | 4 | 2 |  | 3 |

| 22 | 19 |

| 2 | 20 | 7 | 2 | 3 |  | 6 |

| 21 | 20 |

| 2 | 19 | 4 | 2 |  |  | 3 | 2 | 7 |

| 21 | 20 |

| 3 | 17 | 2 | 3 |  |  | 3 | 2 | 9 |

| 20 | 21 |

| 2 | 17 |  | 4 |  | 2 | 2 | 8 |

| 18 | 19 |

### Nämnder

#### Kommunstyrelse
Totalt har kommunstyrelsen 13 ledamöter, varav fem tillhör Socialdemokraterna, tre tillhör Moderaterna medan Vänsterpartiet, Miljöpartiet, Centerpartiet, Liberalerna och Sverigedemokraterna alla har en ledamot vardera.
| Presidium 2022-2026    | Presidium 2022-2026 | Presidium 2022-2026 |
| ---------------------- | ------------------- | ------------------- |
| Ordförande             | S                   | Susanne Andersson   |
| Första vice ordförande | S                   | Mikael Engren       |
| Andre vice ordförande  | V                   | Katarina Burman     |

#### Lista över kommunstyrelsens ordförande
Peter Eriksson blev 1999 den första miljöpartisten i hela Sverige som innehaft posten som kommunstyrelsens ordförande.
- Bengt Söderholm, Socialdemokraterna, 1 januari 1971–1985[26]
- Bernt Sturk, Socialdemokraterna, 1987–1997[27][28]
- Martin Lång, Socialdemokraterna, 1997–1998
- Peter Eriksson, Miljöpartiet, 1999–30 juni 2004[29][30]
- Kenneth Sandberg, Miljöpartiet, 1 juli 2004–31 december 2006[31][30]
- Robert Forsberg, Socialdemokraterna, 1 januari 2007–31 december 2010[32][31]
- Ellinor Söderlund, Socialdemokraterna, 1 januari 2011–26 september 2016[33]
- Tommy Nilsson, Socialdemokraterna, 26 september 2016–1 juli 2022[34][35]

Denna lista hämtas från Wikidata. Informationen kan ändras där.

#### Övriga nämnder
| Nämnd                      | Ordförande | Ordförande            | Vice ordförande | Vice ordförande       |
| -------------------------- | ---------- | --------------------- | --------------- | --------------------- |
| Socialnämnden              | V          | Katarina Burman       | S               | Bertil Sundqvist      |
| Fritids- och kulturnämnden | S          | Britt-Inger Nordström | S               | Håkan Nyman           |
| Samhällsbyggnadsnämnden    | S          | Stig Karlsson         | S               | Rose-Marie Henriksson |
| Jävsnämnden                | S          | Gunnar Johansson      | S               | Maria Eklund          |
| Utbildningsnämnden         | MP         | Sven Nordlund         | S               | Viktoria Wikström     |
| Valnämnden                 | S          | Ulla Granström        | S               | Folke Spegel          |

Källa:

### Valresultat 2022
| Parti                            | Valdistrikt          | Valdistrikt | Kommun  |
| Parti                            | Starkaste            | Andel       | Andel   |
| -------------------------------- | -------------------- | ----------- | ------- |
| S                                | Kalix C              | 49,47 %     | 42,65 % |
| M                                | Ytterbyn             | 27,21 %     | 21,97 % |
| SD                               | Töre                 | 18,06 %     | 10,74 % |
| C                                | Gammelgården-Morjärv | 10,99 %     | 5,15 %  |
| L                                | Töre                 | 6,10 %      | 4,66 %  |
| V                                | Sangis               | 5,84 %      | 4,58 %  |
| MP                               | Ytterbyn             | 5,61 %      | 3,62 %  |
| FK                               | Näsbyn               | 4,91 %      | 2,85 %  |
| NS                               | Sangis               | 2,92 %      | 1,59 %  |
| KXP                              | Töre                 | 2,39 %      | 1,23 %  |
| KD                               | Risön                | 1,33 %      | 0,89 %  |
| Data hämtat från Valmyndigheten. |                      |             |         |

Exklusive uppsamlingsdistrikt. Partier som fått mer än en procent av rösterna i minst ett valdistrikt redovisas.

### Vänorter
Kalix kommun har en vänort:
- Pielavesi, Finland

## Ekonomi och infrastruktur

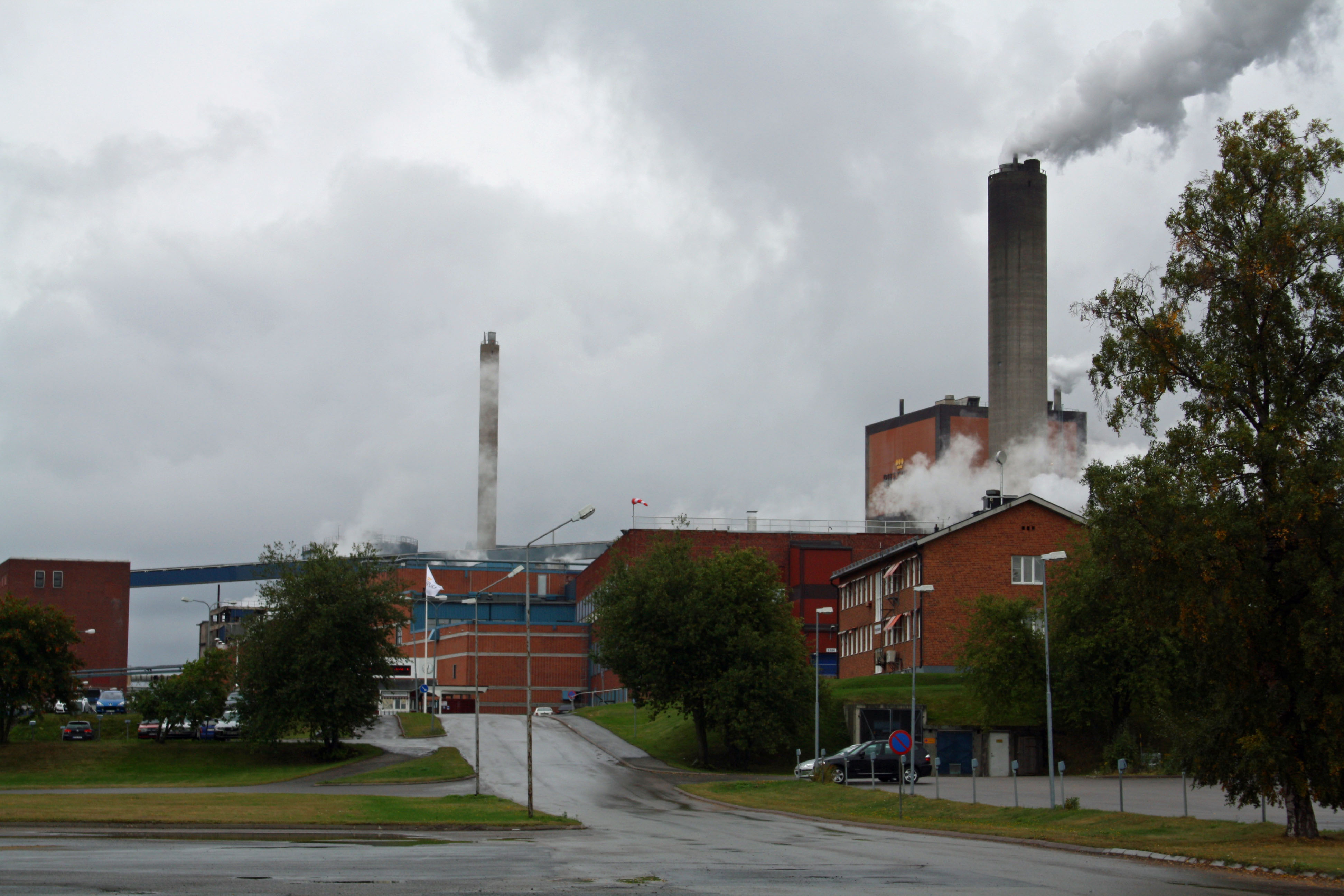
Billeruds massafabrik och pappersbruk i Karlsborg, Kalix kommun, 2012.

### Näringsliv
Tidigare dominerades det lokala näringslivet av skogs- och sågverksindustrin men ett skifte har skett mot en utveckling av  elektronik- och verkstadsindustri samt tjänsteföretag inom telekommunikation. Kommunen, med cirka 1500 anställda 2020, och regionen var i början av 2020-talet de största arbetsgivarna. Bland större företag märks Billerud AB, Karlsborgsverken som tillverkar blekt massa och blekt säck- och kraftpapper, Partbyggen i Kalix AB som tillverkar prefabricerade badrum samt telefontjänstföretaget Kalix Tele24 AB och Setra Group AB som gör sågade och hyvlade produkter.

#### Turism
I Kalix skärgård utvinns kalixlöjrommen. Tillsammans med Jordbruksverket samarbetar kommunen i ett pilotprojekt för att använda "produkter med skyddad EU-beteckning i destinations- och utvecklingsarbetet".

#### Kommunala bolag och stiftelser

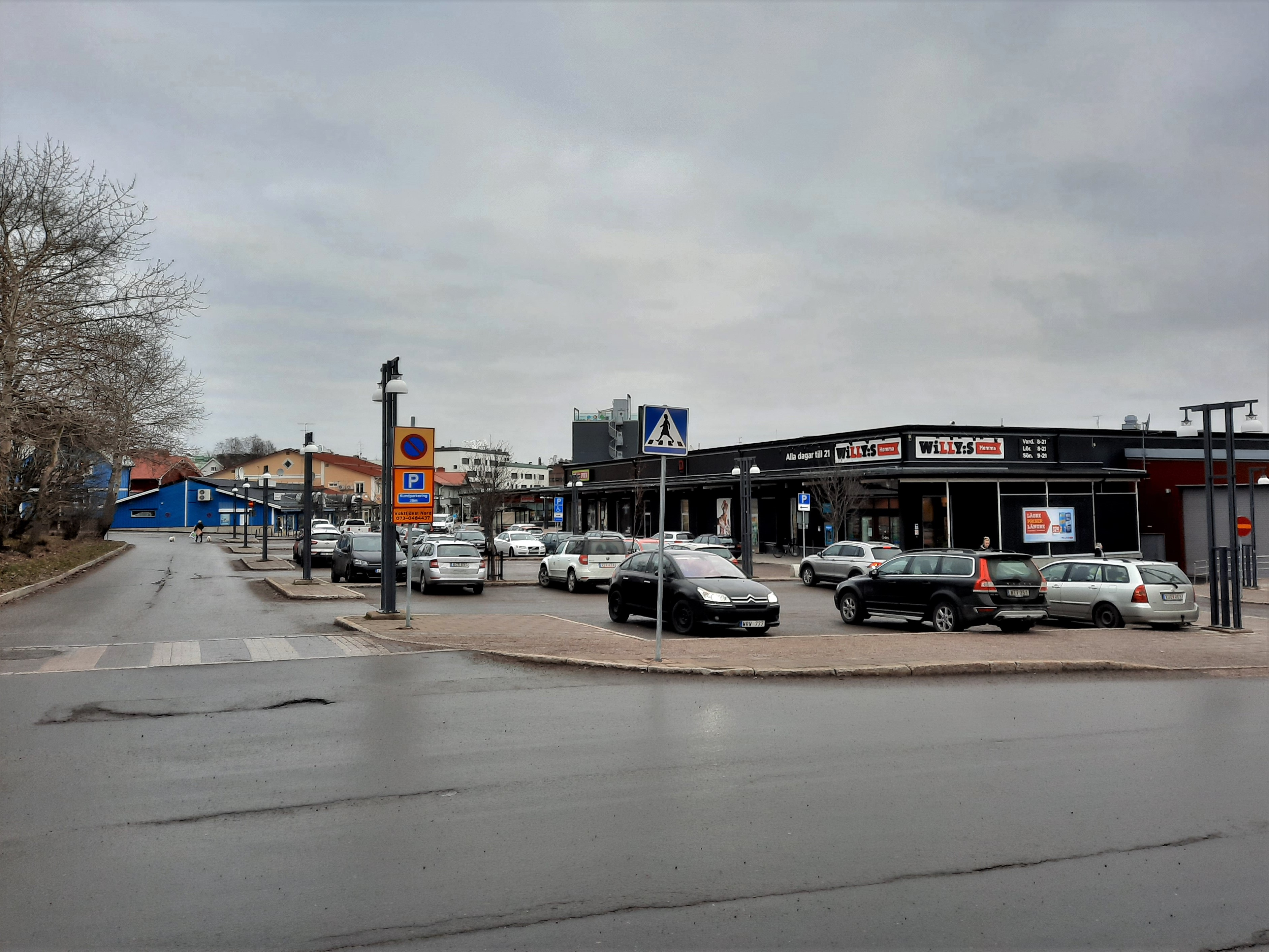
Galleria Kalix, 2020-11-13.

Kalix kommun är ägare och delägare i några organisationer. KIAB (Kalix Industrihotell AB, registrerat 1954) och Stiftelsen Kalixbostäder (kallat Kalixbo, registrerat 1971) ägs helt av Kalix kommun. KIAB:s verksamhet är att tillgodose behov och förvalta/sälja/äga lokaler för beredande av lokaler för vissa typer av företag/yrken, samt för kommunalt ägda fastigheter, efter uppdrag från kommunfullmäktige i Kalix kommun. Kalixbo är ett bostadsbolag och deras uppdrag är att förvalta och hyra ut bostäder runt om i Kalix kommun. Antalet bostäder uppgår till cirka 1000 lägenheter år 2022.
Det finns ett delägt bolag, och det är bolaget KB Kalix Nya Centrum som kommunen äger 95 procent av och KIAB 5 %. Bolaget har hand om uthyrningen av Galleria Kalix sedan år 2003, då bolaget förvärvades för att kunna möjliggöra en utveckling av området och den dåvarande fastigheten Chalis City. Tidigare kommanditdelägare har varit Stiftelsen Kalixbostäder, Rolf Sandlund och Nils Lundholm.

### Infrastruktur

#### Transporter

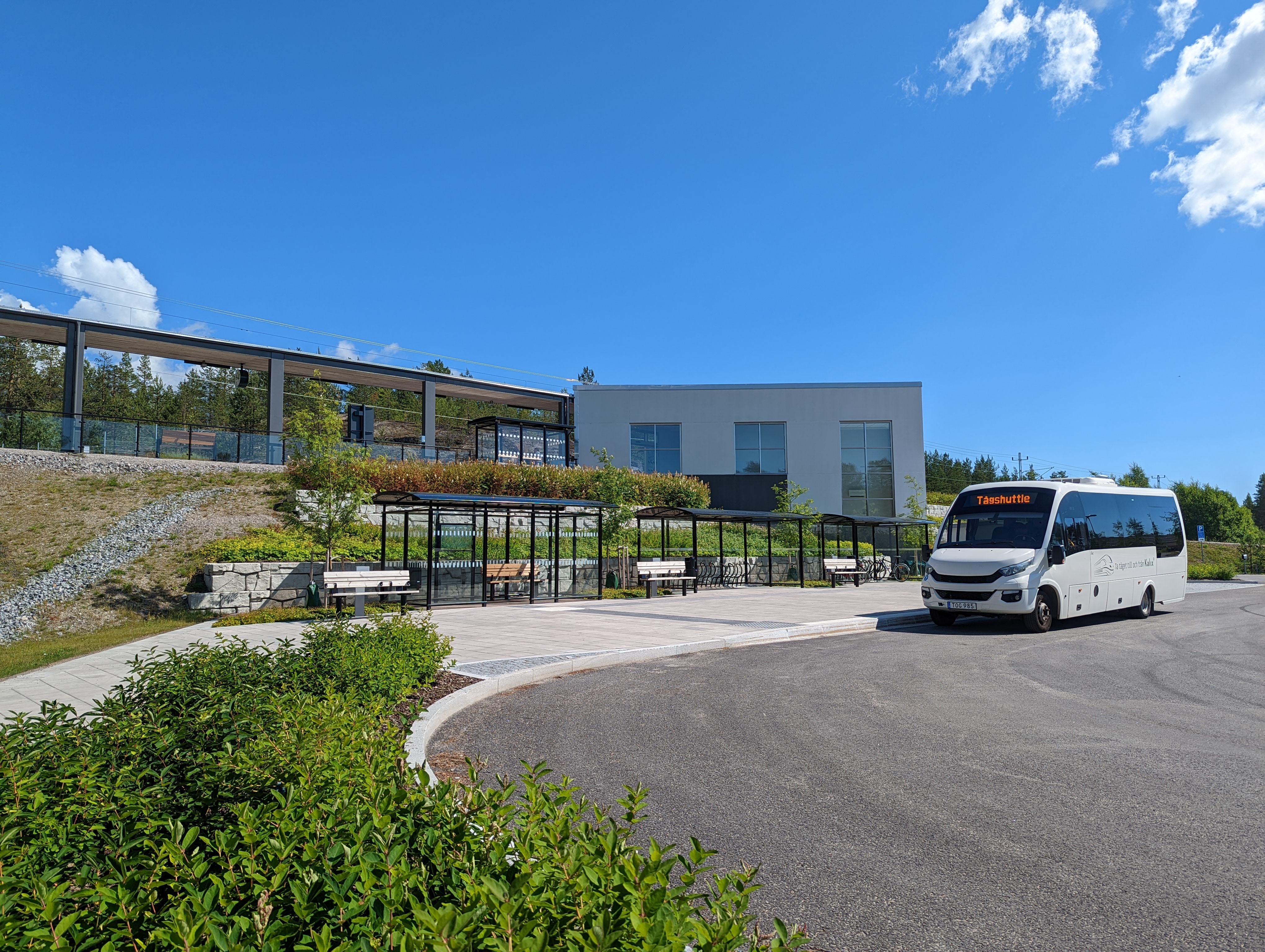
Kalix resecentrum, 2022-07-12.

Europavägarna 4 och 10 genomkorsar kommunen. Genom nordvästra delen av kommunen går länsväg 356 och genom sydöstra delen av kommunen går länsväg 398. Vägplaneringen har påverkats av försvarspolitik, då man under lång tid kalkylerade för ett anfall från öst. Exempelvis finns endast ett fåtal broar i kommunen och många vägar byggdes medvetet dåliga – krokiga, backiga, dragna över myrmarker. Därtill hade man dragit rör under för att kunna spränga dem. Detta skulle göra det svårt att ta sig fram med militära fordon.
Kommunen genomkorsas även av järnvägen (Luleå–)Boden–Haparanda(–Tornio).

#### Utbildning
1856 startades Kalix första folkskola. Sedan dess har antalet skolor i kommunen varierat, under början av 2020-talet fanns det nio grundskolor, varav två högstadieskolor. Förutom de skolverksamheter som fanns i Kalix tätort, och är inräknade i de ovan nämnda, så fanns även följande skolor i kommunen.  
- Innanbäckens skola. 2020 gick det 138 elever på skolan, och 2019 133 st.[45]
- Sangis skola - Skolan uppfördes år 1946–1948.[46] År 2020 gick 58 elever på skolan, och 2019 var antalet 54.[47]

- Töreskolan - 2020 gick här 112 elever. 2019 var elevantalet 103.
- Ytterbyns skola - Skolan öppnades under 1950-talet.[48][49] 2020 gick här 74 elever, och 2019 var siffran 81 elever.

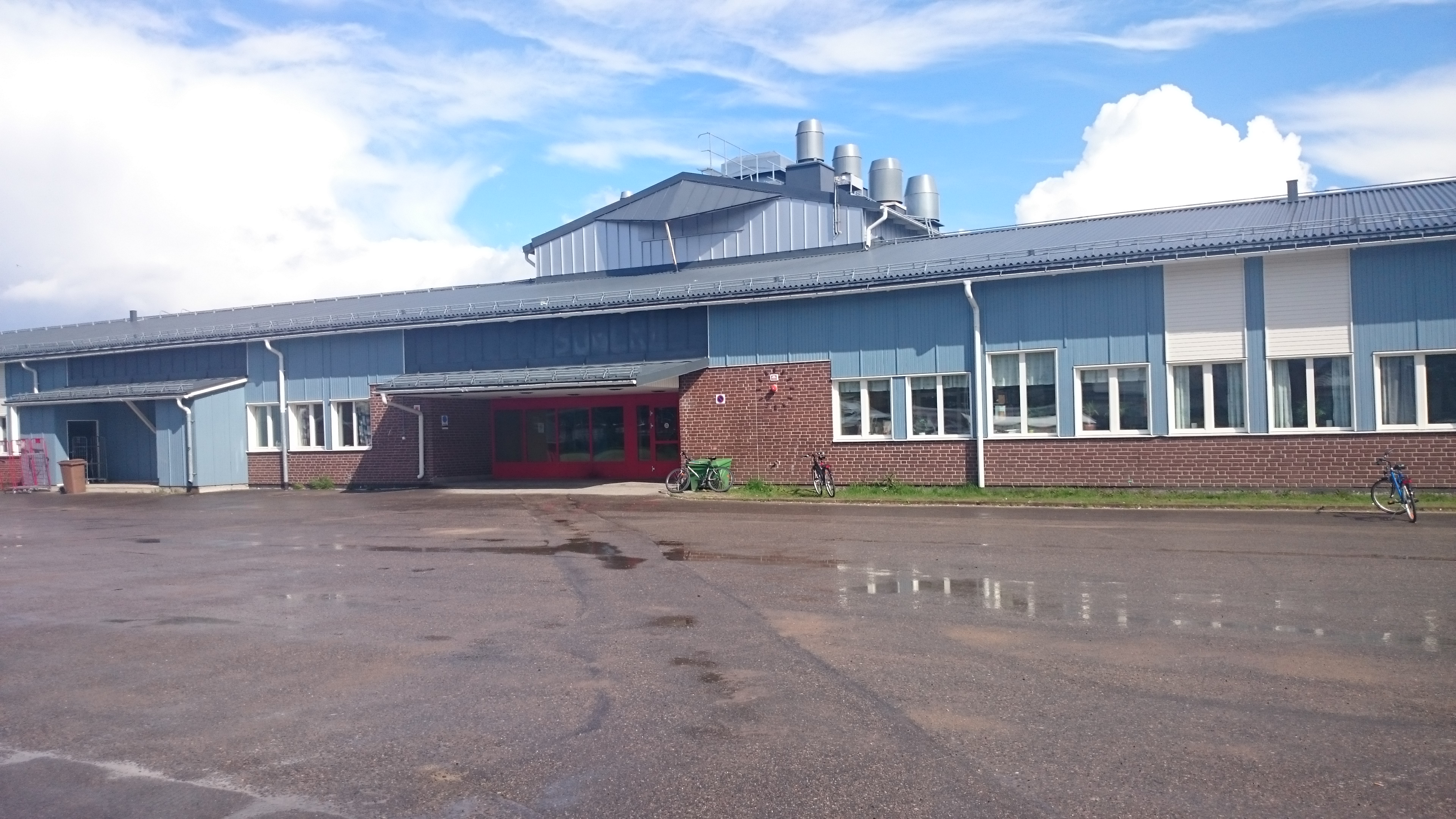
Furuhedsskolan 2017-06-01.

Furuhedsskolan är kommunens gymnasium, vari Kalix naturbruksgymnasium är inkluderat. På Kalix lärcentra bedrivs vuxenutbildning och Svenska för invandrare. Ingen utbildning på universitetsnivå ges men lokalerna kan användas för tentamen och liknande för distansstudenter på denna nivå. År 2021 hade 18,1 procent av invånarna i åldersgruppen 25-64 år minst tre års eftergymnasial utbildning, vilket kan jämföras med motsvarande siffra för Sverige vilket samma år var 29,6 procent.

## Befolkning

### Demografi

#### Befolkningsutveckling

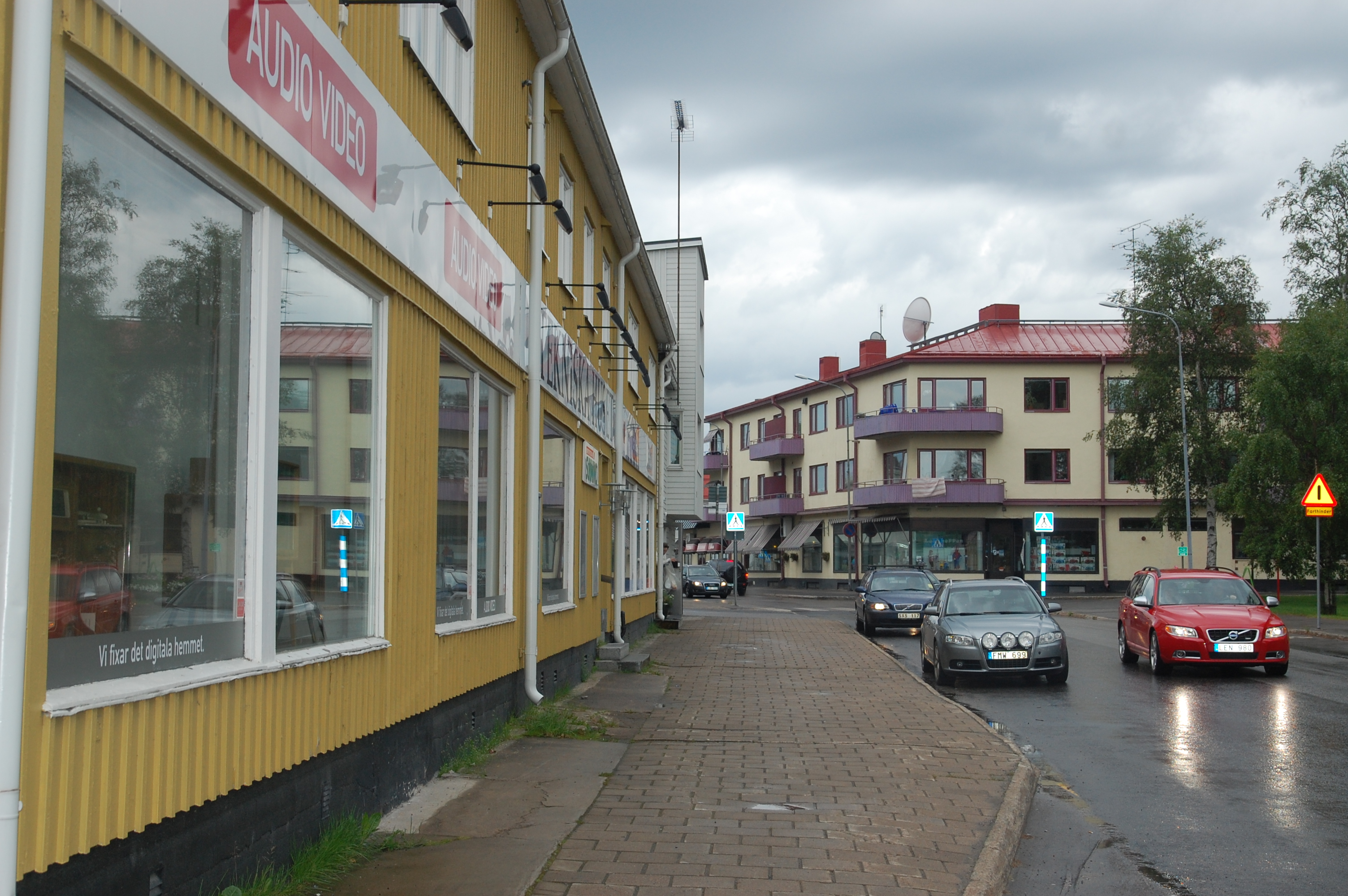
Köpmannagatan år 2012 i riktning mot Kalix kyrka.

Kommunen har 15 396 invånare (31 mars 2025), vilket placerar den på 154:e plats avseende folkmängd bland Sveriges kommuner.
| Befolkningsutvecklingen i Kalix kommun 1970–2020                                                                | Befolkningsutvecklingen i Kalix kommun 1970–2020 | Befolkningsutvecklingen i Kalix kommun 1970–2020 | Befolkningsutvecklingen i Kalix kommun 1970–2020 | Befolkningsutvecklingen i Kalix kommun 1970–2020 |
| --- | ------------------------------------------------ | ------------------------------------------------ | ------------------------------------------------ | ------------------------------------------------ |
| |                                                  |                                                  |                                                  |                                                  |
| År |                                                  |                                                  | Folkmängd                                        |                                                  |
| 1970 | 1970                                             |                                                  | 18 178                                           |                                                  |
| 1975 | 1975                                             |                                                  | 18 687                                           |                                                  |
| 1980 | 1980                                             |                                                  | 19 599                                           |                                                  |
| 1985 | 1985                                             |                                                  | 19 338                                           |                                                  |
| 1990 | 1990                                             |                                                  | 19 241                                           |                                                  |
| 1995 | 1995                                             |                                                  | 18 963                                           |                                                  |
| 2000 | 2000                                             |                                                  | 17 995                                           |                                                  |
| 2005 | 2005                                             |                                                  | 17 483                                           |                                                  |
| 2010 | 2010                                             |                                                  | 16 740                                           |                                                  |
| 2015 | 2015                                             |                                                  | 16 248                                           |                                                  |
| 2020 | 2020                                             |                                                  | 15 812                                           |                                                  |
| Anm: Uppgifterna avser förhållandena den 31 december enligt den kommunala indelningen den 1 januari året efter. |                                                  |                                                  |                                                  |                                                  |

#### Utländsk bakgrund
Den 31 december 2014 utgjorde antalet invånare med utländsk bakgrund (utrikes födda personer samt inrikes födda med två utrikes födda föräldrar) 1 939, eller 11,89 % av befolkningen (hela befolkningen: 16 307 den 31 december 2014). Den 31 december 2002 utgjorde antalet invånare med utländsk bakgrund enligt samma definition 1 741, eller 9,78 % av befolkningen (hela befolkningen: 17 805 den 31 december 2002).

#### Invånare efter de vanligaste födelseländerna
Följande länder är de 10 vanligaste födelseländerna för befolkningen i Kalix kommun.
| Födelseland 31 december 2021 | Födelseland 31 december 2021 | Födelseland 31 december 2021 | Födelseland 31 december 2021 | Födelseland 31 december 2021 |
| ---------------------------- | ---------------------------- | ---------------------------- | ---------------------------- | ---------------------------- |
| Nr                           | Land                         | Antal                        | Andel                        | Andel i hela riket           |
| 1                            | Sverige                      | 13 980                       | 88,66 %                      | 80,00 %                      |
| 2                            | Finland                      | 743                          | 4,71 %                       | 1,31 %                       |
| 3                            | Thailand                     | 110                          | 0,70 %                       | 0,43 %                       |
| 4                            | Afghanistan                  | 61                           | 0,39 %                       | 0,60 %                       |
| 5                            | Norge                        | 57                           | 0,36 %                       | 0,39 %                       |
| 6                            | Somalia                      | 56                           | 0,36 %                       | 0,67 %                       |
| 7                            | Eritrea                      | 55                           | 0,35 %                       | 0,46 %                       |
| 8                            | Syrien                       | 54                           | 0,34 %                       | 1,88 %                       |
| 9                            | Ryssland                     | 50                           | 0,32 %                       | 0,22 %                       |
| 10                           | Irak                         | 39                           | 0,25 %                       | 1,40 %                       |

### Språk
Kalixmål har traditionellt talats i Kalix kommun sedan bygden befolkades för nära tusen år sedan. Öster om Sangis går en skarp språkgräns mot meänkieli som talas i Tornedalen.
Kalix kommun tillhör förvaltningsområdet för finska och meänkieli, något som har stöd genom Lagen om nationella minoriteter. Enligt kommunen har "många" invånare i kommunen finska eller meänkieli som modersmål.

## Kultur

### Kulturarv
Bland fornlämningar som är karakteristiska för området hittas boplatser, boplatsgropar, stensättningar, härdar men också  boplatsvallar och rösen, dock i mindre utsträckning. Dessa är företrädesvis koncentrerade längs kusten, i skärgården och längs älvdalarna. Bland kulturmiljöer, vilket inkluderar fornlämningar, riksintressen, byggnadsminnen och liknande hittas Kalix kopparverk och Kalix Älvdal.

### Konstarter

#### Musik
Traditionellt har musik som producerats i kommunen varit folkmusik, även om andra typer av musik förekommit. Exempel är musik med "religiösa texter, militärmusik eller klassisk musik i lokala varianter". I folkmusikarkivet som tillhandahålls av Norrbottens museum finns ett stort antal låtar, noter och litteratur, som relaterar till ämnet, bevarade. Bland musiker med anknytning till kommunen hittas basisten Backa Hans Eriksson och den före detta hovsångerskan Birgit Nordin.

### Kommunvapen
Blasonering: I rött fält en kalk av guld.
Calix är det latinska ordet för kalk och fick därför bli den symbol som användes i ett sockensigill från 1800-talet. Bilden gjordes till vapen för Kalix landskommun, som fastställdes 1937. Det skulle dröja till 1989 innan det registrerades hos Patent- och registreringsverket enligt de nya reglerna.

Töre landskommun (1951–1966)

### Sport
År 2016 och 2017 utsågs Kalix till bästa friluftskommun i Norrbotten när Naturvårdsverket utsåg Årets friluftskommun. För riket landade man på delad andraplats. Bland framgångsrika idrottare med anknytning till kommunen hittas exempelvis längdskidåkaren Irma Johansson, som vunnit två OS-medaljer.

### Fotnoter
1. ↑  läs online, www.kalix.se .[källa från Wikidata]
2. ↑  Folkmängd och befolkningsförändringar - Kvartal 1, 2025, SCB, 13 maj 2025, läs online.[källa från Wikidata]
3. 1 2 3  Land- och vattenareal per den 1 januari efter region och arealtyp. År 2012–2019, SCB, 21 februari 2019, läs online.[källa från Wikidata]
4. ↑  Kommuner, lista, Sveriges Kommuner och Regioner, läs online, läst: 19 februari 2019.[källa från Wikidata]
5. ↑  Största offentliga arbetsgivare, Näringslivets ekonomifakta, läs online, läst: 30 oktober 2020.[källa från Wikidata]
6. ↑  SCB Folkräkningen 1950 del 1 Arkiverad 29 oktober 2013 hämtat från the Wayback Machine. sida 18 i pdf:en
7. ↑  Andersson, Per (1993). Sveriges kommunindelning 1863–1993. Mjölby: Draking. Libris 7766806. ISBN 91-87784-05-X
8. ↑  Elsa Trolle Önnerfors: Domsagohistorik - Haparanda tingsrätt (del av Riksantikvarieämbetets Tings- och rådhusinventeringen 1996-2007)
9. ↑  ”SFS 2010:1991 Förordning om ändring i förordningen (2009:1299) om nationella minoriteter och minoritetsspråk”. https://www.lagboken.se/Lagboken/start/sfs/sfs/2010/1900-1999/d_710274-sfs-2010_1991-forordning-om-andring-i-forordningen-2009_1299-om-nationella-minoriteter-och. Läst 14 april 2023.
10. ↑  enligt minotitet.se
11. 1 2 3 4 5 6  ”Kalix - Uppslagsverk - NE.se”. www.ne.se. https://www.ne.se/uppslagsverk/encyklopedi/l%C3%A5ng/kalix. Läst 9 augusti 2022.
12. ↑  ”Naturreservat”. www.lansstyrelsen.se. https://www.lansstyrelsen.se/norrbotten/besoksmal/naturreservat.html. Läst 9 augusti 2022.
13. ↑  ”Kalix yttre skärgård”. www.lansstyrelsen.se. https://www.lansstyrelsen.se/norrbotten/besoksmal/naturreservat/kalix-yttre-skargard.html. Läst 9 augusti 2022.
14. ↑  ”Likskär”. www.lansstyrelsen.se. https://www.lansstyrelsen.se/norrbotten/besoksmal/naturreservat/likskar.html. Läst 9 augusti 2022.
15. ↑  ”Malören”. www.lansstyrelsen.se. https://www.lansstyrelsen.se/norrbotten/besoksmal/naturreservat/maloren.html. Läst 9 augusti 2022.
16. ↑  
  - SFS 2015:493, justerad i SFS 2015:698 Förordning om distrikt. Trädde i kraft 1 januari 2016.
17. 1 2 3 4 5 6 7 8 9  Sveriges Kommuner & Landsting: Maktfördelning för tidsperioden 1994 - 2014 Arkiverad 20 januari 2016 hämtat från the Wayback Machine. Läst 11 januari 2016
18. ↑  Sveriges Radio, 1 oktober 2010: Kalix får två nya kommunalråd Läst 11 januari 2016
19. ↑  NSD, 11 oktober 2018: Styret i Kalix klart Arkiverad 11 oktober 2018 hämtat från the Wayback Machine. Läst 25 oktober 2020
20. ↑  SR, 17 oktober 2022: Centerpartiet ersätter Vänstern i Kalix Läst 17 oktober 2022
21. ↑  ”Kommunfullmäktige - Förtroendevalda i Kalix kommun”. kalix.tromanpublik.se. https://kalix.tromanpublik.se/viewOrganization.jsf?id=593e24ed-4664-4d7c-a4b6-2e1464062909. Läst 26 oktober 2022.
22. ↑  Statistik från Valmyndigheten och Statistiska centralbyrån.
23. ↑  ”Revidering av kommunfullmäktiges arbetsordning”. Kalix kommun. 13 juni 2022. sid. 50. https://www.kalix.se/globalassets/-block-/fillistor/kommun-och-politik/kommunfullmaktiges-protokoll-den-13-juni-2022.pdf. Läst 27 september 2022.
24. ↑  ”Kommunstyrelsen”. Kalix kommun. Arkiverad från originalet den 28 oktober 2020. https://web.archive.org/web/20201028205847/https://kalix.tromanpublik.se/viewOrganization.jsf?id=169. Läst 25 oktober 2020.
25. ↑  Sveriges Radio, 13 september 2010: Peter Eriksson - dagens gäst hos Lotta Bromé Läst 11 januari 2016
26. ↑  läs online, Internet Archive , läst: 24 september 2023.[källa från Wikidata]
27. ↑  läs online, nsd.se , läst: 24 september 2023.[källa från Wikidata]
28. ↑  läs online, kuriren.nu , läst: 24 september 2023.[källa från Wikidata]
29. ↑  läs online, www.riksdagen.se , läst: 24 september 2023.[källa från Wikidata]
30. 1 2  läs online, www.dn.se , läst: 24 september 2023.[källa från Wikidata]
31. 1 2  läs online, sverigesradio.se , läst: 24 september 2023.[källa från Wikidata]
32. ↑  läs online, sverigesradio.se , läst: 24 september 2023.[källa från Wikidata]
33. ↑  läs online, Internet Archive , läst: 24 september 2023.[källa från Wikidata]
34. ↑  läs online, Internet Archive , läst: 24 september 2023.[källa från Wikidata]
35. ↑  läs online, sverigesradio.se , läst: 24 september 2023.[källa från Wikidata]
36. ↑  ”Förvaltningar och nämnder”. Kalix kommun. https://kalix.tromanpublik.se/. Läst 25 oktober 2020.
37. ↑  ”Vänorter”. Kalix kommun. Arkiverad från originalet den 14 augusti 2010. https://web.archive.org/web/20100814132453/http://www.kalix.se/templates/WidePage____28734.aspx.
38. 1 2  ”Din kommun i siffror”. Ekonomifakta. https://www.ekonomifakta.se/Fakta/Regional-statistik/Din-kommun-i-siffror/. Läst 9 augusti 2022.
39. ↑  ”Välkommen att uppleva Kalix Löjrom!”. Kalix Kommuns hemsida. https://www.kalix.se/Uppleva/Turism/upplev-kalix-lojrom/. Läst 8 augusti 2022.
40. ↑  ”Kalix Industrihotell Aktiebolag - Företagsinformation”. www.allabolag.se. https://www.allabolag.se/5560598285/kalix-industrihotell-aktiebolag. Läst 10 maj 2022.
41. ↑  ”STIFTELSEN KALIXBOSTÄDER - Verksamhet & Status”. www.allabolag.se. https://www.allabolag.se/8982000682/verksamhet. Läst 10 maj 2022.
42. 1 2 3  ”Bolag och stiftelser”. Kalix Kommuns hemsida. https://www.kalix.se/kommun/Kommunens-organisation/Bolag-och-stiftelser/. Läst 10 maj 2022.
43. 1 2  ”Årsredovisning 2004”. Kalix kommun. 1 april 2005. https://www.kalix.se/contentassets/ed28d570d72845b2a466081cc9216700/arsredovisning-2004.pdf. Läst 10 maj 2022.
44. ↑  Försvarsmakten. ”Kalixlinjen”. Försvarsmakten. https://www.forsvarsmakten.se/sv/information-och-fakta/var-historia/artiklar/kalixlinjen/. Läst 9 augusti 2022.
45. ↑  ”Statistik och aktuell information om Innanbäckens skola i Kalix på Skolkollen.se”. Skolkollen. Arkiverad från originalet den 8 oktober 2021. https://web.archive.org/web/20211008144239/https://skolkollen.se/innanbackensskola. Läst 8 oktober 2021.
46. ↑  ”Sangis”. Kalix Kommuns hemsida. https://www.kalix.se/Samhalle/Landsbygd/byar/sangis/. Läst 21 april 2021.
47. ↑  ”Statistik och aktuell information om Sangis skola i Sangis på Skolkollen.se”. Skolkollen. Arkiverad från originalet den 8 oktober 2021. https://web.archive.org/web/20211008144239/https://skolkollen.se/sangisskola. Läst 8 oktober 2021.
48. ↑  ”OrtshistoriaKommunerna 1955 / Nederkalix landskommun” (på svenska). ortshistoria.se. http://ortshistoria.se/kommunerna_1955/nederkalix_landskommun. Läst 8 oktober 2021.
49. ↑  ”Skolan i Ytterbyn”. YtterbynNyborg. Arkiverad från originalet den 8 oktober 2021. https://web.archive.org/web/20211008144239/https://www.laget.se/YtterbynNyborg/Page/197773. Läst 8 oktober 2021.
50. ↑  ”Gymnasieskola”. Kalix Kommuns hemsida. https://www.kalix.se/Utbildning/Gymnasium/. Läst 9 augusti 2022.
51. ↑  ”Lärcentra- service för studerande”. Kalix Kommuns hemsida. https://www.kalix.se/larcentra#subNav. Läst 9 augusti 2022.
52. ↑  ”Statistiska centralbyrån - Folkmängden efter region, civilstånd, ålder och kön. År 1968 - 2015”. http://www.statistikdatabasen.scb.se/pxweb/sv/ssd/START__BE__BE0101__BE0101A/BefolkningNy/?rxid=c0ca3bb8-255c-43ba-85f1-ee5289d082c4. Läst 2 mars 2016.
53. ↑  Antal personer med utländsk eller svensk bakgrund (fin indelning) efter region, ålder i tioårsklasser och kön. År 2002 - 2014 Arkiverad 12 november 2016 hämtat från the Wayback Machine. (Läst 20 januari 2016)
54. 1 2  ”Folkmängden efter region, födelseland och kön. År 2000 - 2021”. Statistikdatabasen. Statistiska centralbyrån. https://www.statistikdatabasen.scb.se/pxweb/sv/ssd/START__BE__BE0101__BE0101E/FolkmRegFlandK/. Läst 31 maj 2022.
55. ↑  ”Meänkieli”. Kalix Kommuns hemsida. https://www.kalix.se/kommun/nationella-minoriteter/meankieli/. Läst 8 augusti 2022.
56. ↑  [https://www.lansstyrelsen.se/download/18.5f5e689f16d6c72959ee999/1571141460648/Klimatf%25C3%25B6r%25C3%25A4ndringarnas%2520p%25C3%25A5verkan%2520p%25C3%25A5%2520Norrbottens%2520kulturmilj%25C3%25B6er,%2520tillg.pdf ”Klimatförändringarnas påverkan på 
Norrbottens kulturmiljöer”]. Wsp och Länsstyrelsen i Norrbottens län. https://www.lansstyrelsen.se/download/18.5f5e689f16d6c72959ee999/1571141460648/Klimatf%25C3%25B6r%25C3%25A4ndringarnas%2520p%25C3%25A5verkan%2520p%25C3%25A5%2520Norrbottens%2520kulturmilj%25C3%25B6er,%2520tillg.pdf. Läst 9 augusti 2022.
57. ↑  ”Folkmusikarkiv - Norrbottens museum”. norrbottensmuseum.se. https://norrbottensmuseum.se/arkivcentrum/arkiv-bibliotek/folkmusikarkiv.aspx. Läst 9 augusti 2022.
58. ↑  ”Författaren Folke Isakssons arkiv (1927-2013)”. Umeå universitet. https://www.umu.se/bibliotek/samlingar/arkivsamlingar/handskrifter-och-personarkiv/personarkiv-folke-isaksson/. Läst 9 augusti 2022.
59. ↑  ”Om Folke Isaksson”. FOLKE ISAKSSON. https://folkeisaksson.se/om-folke/. Läst 9 augusti 2022.
60. ↑  ”Där isarna råmar”. Albert Bonniers Förlag. https://www.albertbonniersforlag.se/bocker/277169/dar-isarna-ramar/. Läst 9 augusti 2022.
61. ↑  ”Jennie Lundgren”. Albert Bonniers Förlag. https://www.albertbonniersforlag.se/forfattare/64237/jennie-lundgren/. Läst 9 augusti 2022.
62. ↑  Svenska Heraldiska Föreningens vapendatabas
63. ↑  ”Friluftsliv, motion och idrott”. Kalix Kommuns hemsida. https://www.kalix.se/Uppleva/Friluftsliv-motion-och-idrott/#subNav. Läst 9 augusti 2022.